# Lauscha
Lauscha est une ville allemande de Thuringe, située dans l'arrondissement de Sonneberg.
La ville est notamment réputée pour sa Verrerie.
Lauscha est l'endroit principal où se déroule l'histoire du téléfilm La souffleuse de verre.

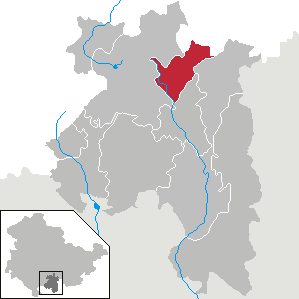
Situation de Lauscha (en rouge) dans l'arrondissement de Sonneberg